# Longue Marche 3A
Pour un article plus général, voir Longue Marche 3.
La fusée Longue Marche 3A (en chinois : 长征三号甲火箭), également connue sous le nom de Chang Zheng 3A, CZ-3A et LM-3A, est un lanceur chinois. Il est lancé à partir de la base de lancement de Xichang. Elle a effectué son premier vol le 8 février 1994. Elle est notamment utilisée pour placer des satellites de communication et des satellites de navigation Beidou en orbite de transfert géosynchrone. Le 24 octobre 2007, la fusée a emporté la première sonde lunaire chinoise Chang'e 1.
Il s'agit d'une fusée à trois étages. Ce lanceur a servi de base pour l'élaboration d'une version plus lourde Longue Marche 3B, qui est propulsé avec quatre propulseurs d'appoint.

## Caractéristiques techniques

### Les étages

#### Premier étage
- Moteurs-fusées : 4 × YF-21B/C
- Poussée : 179 t

#### Deuxième étage
- Moteurs-fusées : YF-24B/E
- Poussée : 33,6 t

#### Troisième étage
- Moteurs-fusées : 2 × YF-75
- Poussée : 19,6 t

## Historique des lancements
| Numéro de vol | Numéro de série | Date (UTC)              | Site de lancement | Charge utile     | Orbite | Résultat |
| ------------- | --------------- | ----------------------- | ----------------- | ---------------- | ------ | -------- |
| 1             | Y1              | 8 février 1994 08:34    | Xichang           | Shijian 4        | HEO    | Succès   |
| 2             | Y2              | 29 novembre 1994 17:02  | Xichang           | Dong Fang Hong 3 | GTO    | Succès   |
| 3             | Y3              | 11 mai 1997 16:17       | Xichang           | ChinaSat 6       | GTO    | Succès   |
| 4             | Y4              | 25 janvier 2000 16:45   | Xichang           | ChinaSat 22      | GTO    | Succès   |
| 5             | Y5              | 30 octobre 2000 16:02   | Xichang           | Beidou-1A        | GTO    | Succès   |
| 6             | Y6              | 20 décembre 2000 16:20  | Xichang           | Beidou-1B        | GTO    | Succès   |
| 7             | Y7              | 24 mai 2003 16:34       | Xichang           | Beidou-1C        | GTO    | Succès   |
| 8             | Y8              | 14 novembre 2003 16:01  | Xichang           | ChinaSat 20      | GTO    | Succès   |
| 9             | Y9              | 19 octobre 2004 01:20   | Xichang           | Fengyun 2C       | GTO    | Succès   |
| 10            | Y10             | 12 septembre 2006 16:02 | Xichang           | ChinaSat 22A     | GTO    | Succès   |
| 11            | Y11             | 8 décembre 2006 00:53   | Xichang           | Fengyun 2D       | GTO    | Succès   |
| 12            | Y12             | 2 février 2007 16:28    | Xichang           | Beidou-1D        | GTO    | Succès   |
| 13            | Y13             | 13 avril 2007 20:11     | Xichang           | Compass-M1       | MEO    | Succès   |
| 14            | Y15             | 31 mai 2007 16:08       | Xichang           | SinoSat 3        | GTO    | Succès   |
| 15            | Y14             | 24 octobre 2007 10:05   | Xichang           | Chang'e 1        | LTO    | Succès   |
| 16            | Y20             | 23 décembre 2008 00:54  | Xichang           | Fengyun 2E       | GTO    | Succès   |
| 17            | Y16             | 31 juillet 2010 21:30   | Xichang           | Compass-IGSO1    | GTO    | Succès   |
| 18            | Y21             | 24 novembre 2010 16:09  | Xichang           | ChinaSat 20A     | GTO    | Succès   |
| 19            | Y18             | 17 décembre 2010 20:20  | Xichang           | Compass-IGSO2    | GTO    | Succès   |
| 20            | Y19             | 9 avril 2011 20:47      | Xichang           | Compass-IGSO3    | GTO    | Succès   |
| 21            | Y17             | 26 juillet 2011 21:44   | Xichang           | Compass-IGSO4    | GTO    | Succès   |
| 22            | Y23             | 1er décembre 2011 21:07 | Xichang           | Compass-IGSO5    | GTO    | Succès   |
| 23            | Y22             | 13 janvier 2012 00:56   | Xichang           | Fengyun 2F       | GTO    | Succès   |
| 24            | Y24             | 31 décembre 2014 01:02  | Xichang           | Fengyun 2G       | GTO    | Succès   |
| 25            | Y26             | 29 mars 2016 20:11      | Xichang           | Compass-IGSO6    | GTO    | Succès   |
| 26            | Y25             | 5 juin 2018 13:07       | Xichang           | Fengyun 2H       | GTO    | Succès   |
| 27            | Y27             | 9 juillet 2018 20:58    | Xichang           | Compass-IGSO7    | GTO    | Succès   |